# Rigidesa articular
La rigidesa articular  o rigidesa en les articulacions (en anglès Joint stiffness) pot ser el símptoma de dolor en moure una articulació, el símptoma d'una pèrdua del rang de moviment o el signe físic d'una reducció en el rang de moviment. Els metges prefereixen emprar els dos últims termes, però generalment els pacients solen utilitzar el primer. Pot ser deguda a cada una de les parts que formen l'articulació.

## Utilització del terme
- El  Dolor en el moviment és causat normalment per artrosi, sovint en graus molt lleus, i altres formes d'artritis. També pot ser causada per una lesió o ús excessiu de l'articulació i rarament per causes més complexes de dolor com una infecció o una neoplàsia. L'amplitud de moviment pot ser normal o limitada pel dolor.
- Pèrdua del moviment (símptoma): el pacient nota que l'articulació (o diverses articulacions) no es mouen amb el mateix recorregut que tenien o que necessiten. Pèrdua de moviment és una característica de les fases més avançades d'artritis, incloent osteoartritis, artritis reumatoide i espondilitis anquilosant.
- Pèrdua del rang de moviment  (signe): l'examen dels informes mèdics o professionals indica que el rang de moviment de l'articulació és inferior al normal. En un examen de rutina per part d'un ortopèdic cirurgià o reumatòleg sovint caldrà donar especial atenció a aquest fet. L'amplitud de moviment pot ser mesurada i comparada amb l'altre costat i amb els rangs normals. Aquest signe està associat amb les mateixes causes que el símptoma. En casos extrems però, quan l'articulació no es mou en absolut es diu que està anquilosada.[2]

## Rigidesa matutina
La "rigidesa matinal” o "rigidesa matutina", és un símptoma de dolor i rigidesa en moure una articulació, típic dels matins després de la immobilització del descans nocturn, que no s'alleuja fins després d'haver utilitzat l'articulació en el seu conjunt. El símptoma de pèrdua de rang de moviment o el signe físic de reducció del rang de moviment, que es redueix després que s’ha utilitzat l’articulació, és característic de l'artritis reumatoide. El dolor en el moviment és causat generalment per l’artrosi, sovint en graus molt lleus, i altres formes d’artritis. També pot ser causada per una lesió o sobrecàrrega i rarament per causes més complexes de dolor com ara infecció o neoplàsia. El rang de moviment pot ser normal o limitat pel dolor.